# 寬縱帶裂唇魚
寬縱帶裂唇魚，為輻鰭魚綱鱸形目隆頭魚亞目隆頭魚科的其中一種。

## 分布
本魚分布於夏威夷群島及強斯頓環礁海域。

## 深度
水深0至90公尺。

## 特徵
本魚幼魚色彩鮮艷，前半部為黃色，魚體中央有黑色線條自吻部向尾鰭中心變寬延伸而去。背鰭和臀鰭為藍色，尾鰭上下邊緣為桃紅色，成魚則失去這些艷麗的色彩，體長可達12公分。

## 生態
本魚棲息在珊瑚礁區，幼魚常成群在珊瑚上層水域活動，成魚則在礁區四處游動。會從其他魚身上啄食寄生蟲、甲殼類，故有「魚醫生」的稱號。行一夫一妻制，性情溫和。

## 經濟利用
體色艷麗，可做為觀賞魚。